# Cymatomera
Cymatomera is een geslacht van rechtvleugeligen uit de familie sabelsprinkhanen (Tettigoniidae). De wetenschappelijke naam van dit geslacht is voor het eerst geldig gepubliceerd in 1853 door Schaum.

## Soorten
Het geslacht Cymatomera omvat de volgende soorten:
- Cymatomera argillata Karsch, 1891
- Cymatomera chopardi Naskrecki, 2008
- Cymatomera denticollis Schaum, 1853
- Cymatomera pallidipes Brunner von Wattenwyl, 1895
- Cymatomera paradoxa Gerstaecker, 1869
- Cymatomera spinosa Brunner von Wattenwyl, 1895